# All-Star Game LNB 2008
Le All-Star Game LNB 2008 est la 23e édition du All-Star Game LNB. Il s’est déroulé le 28 décembre 2008 au Palais omnisports de Paris-Bercy de Paris. L’équipe des All-Stars étrangers a battu l’équipe des All-Stars Français (108-101). Laurent Sciarra est élu MVP et est le meilleur marqueur (25 points) de la rencontre. L'événement est diffusé sur Sport+.

## Joueurs

### All-Stars Français
| Position    | Joueur            | Équipe                  |
| ----------- | ----------------- | ----------------------- |
| Meneur      | Laurent Sciarra   | Orléans                 |
| Arrière     | Laurent Foirest   | Dijon                   |
| Ailier      | Stéphane Risacher | Chalon                  |
| Ailier fort | Amara Sy          | ASVEL Lyon-Villeurbanne |
| Pivot       | Ali Traoré        | ASVEL Lyon-Villeurbanne |

| Position    | Joueur           | Équipe               |
| ----------- | ---------------- | -------------------- |
| Meneur      | Yannick Bokolo   | Gravelines-Dunkerque |
| Arrière     | Abdoulaye M'Baye | Dijon                |
| Arrière     | Nando de Colo    | Cholet               |
| Ailier fort | Victor Samnick   | Nancy                |
| Pivot       | Alain Koffi      | Le Mans              |

Marc-Antoine Pellin (Roanne) et Cheikhou Thioune (Rouen) sont réservistes.
Entraîneurs : Philippe Hervé (Orléans) assisté de Didier Dobbels (Bourg-en-Bresse)

### All-Stars étrangers
| Position    | Joueur         | Équipe                  |
| ----------- | -------------- | ----------------------- |
| Meneur      | Kevin Houston  | Rouen Métropole Basket  |
| Arrière     | Cedric Banks   | Orléans                 |
| Ailier      | Austin Nichols | Hyères-Toulon           |
| Ailier fort | Lamayn Wilson  | Nancy                   |
| Pivot       | Eric Campbell  | ASVEL Lyon-Villeurbanne |

| Position    | Joueur          | Équipe                  |
| ----------- | --------------- | ----------------------- |
| Meneur      | Tony Skinn      | Gravelines-Dunkerque    |
| Meneur      | Zack Wright     | Chalon                  |
| Arrière     | Brion Rush      | Strasbourg              |
| Ailier fort | Damir Krupalija | Dijon                   |
| Pivot       | Chevon Troutman | ASVEL Lyon-Villeurbanne |

Hrvoje Perinčić (Hyères-Toulon) et Rashaun Freeman (Gravelines-Dunkerque) sont réservistes.
Entraîneurs : Vincent Collet (ASVEL Lyon-Villeurbanne) assisté de Jean-Marc Dupraz (Paris-Levallois)

## Concours
Concours de tirs à 3 points :'
1. vainqueur : Cedrick Banks
2. Philippe Braud
3. Cedric Ferchaud
4. Austin Nichols

Concours de dunks :
1. vainqueur : Justin Darlington
2. Yann de Blaine
3. Nobel Boungou Colo
4. Kevin Kemp
5. Max Kouguère

Concours des meneurs :
1. vainqueur : Tony Skinn
2. Jimmal Ball
3. Aldo Curti
4. Brian Chase